# Jan Batke
Jan Batke (ur. 26 grudnia 1842 w Jeglii, zm. 16 listopada 1917 w Gdańsku) – ksiądz katolicki, działacz społeczny i narodowy. 

## Życiorys
Urodził się 26 grudnia 1842 roku w Jeglii (powiat działdowski, ówczesny powiat lubawski) w rodzinie Karola (miejscowego nauczyciela) i Barbary z Kramerów. Początkowo kształcił się w gimnazjum w Chojnicach, następnie w Chełmnie. W roku 1863 złożył egzamin dojrzałości. Po maturze rozpoczął studia w Seminarium Duchownym w Pelplinie, gdzie 14 kwietnia 1867 roku przyjął święcenia kapłańskie. Pracował jako wikariusz w Brusach (1867–1868), Lubieniu i Chełmnie (1869–1881), gdzie był katechetą gimnazjalnym. Opiekował się polską młodzieżą należącą do tajnego związku Filomatów. 19 kwietnia 1881 roku został proboszczem w Radomnie. W tym samym roku wznowił działalność organizacji kościelnych i społecznych (Bractwo Trzeźwości, w roku 1882 założył Bractwo Serca Jezusowego). Tym samym przyczynił się do religijnego i narodowego odrodzenia parafian. U władz pruskich zabiegał o zgodę na wybudowanie nowego kościoła w Radomnie. Organizował zbiórkę na fundusz budowlany, a część cegły potrzebnej do budowy kupił na publicznej licytacji ze spalonego klasztoru reformatów w Łąkach Bratiańskich. Starania zakończyły się po kilkunastu latach sukcesem. Nowy kościół w stylu neogotyckim został wybudowany w Radomnie w latach 1903–1906 wraz z budynkiem dla organisty oraz przytułkiem dla ubogich. 
Działalność duszpasterską ksiądz Jan Batke łączył z działaniami niepodległościowymi. Zachęcał do umiłowania ziemi ojczystej i języka polskiego. W roku 1892 przez sąd w Lubawie został skazany za nauczanie w języku ojczystym. Ksiądz Jan Batke należał do najaktywniejszych działaczy społecznych i narodowych. W roku 1906–7 był inicjatorem strajku szkolnego, a za odczytanie z ambony zbiorowej odezwy, wzywającej do przywrócenia w szkołach religii w języku polskim, wyrokiem sądu w Lubawie został skazany na 500 marek grzywny lub miesiąc więzienia. Karę więzienia odbył w Elblągu. 
Na Ziemi Lubawskiej był także znanym działaczem gospodarczym i kulturalnym. Był współzałożycielem powstałego w roku 1893 Banku Ludowego w Nowym Mieście Lubawskim. W latach 1893–1916 pełnił funkcję dyrektora banku. W latach 1915–1917 pracował w Radzie Nadzorczej Spółdzielni Rolniczo-Handlowej „Rolnik”. Stał na czele Towarzystwa Rolniczo-Przemysłowego w Nowym Mieście Lubawskim. Prowadził bibliotekę Towarzystwa Czytelni Ludowych w Radomnie.
Zmarł 16 listopada 1917 roku w domu chorych Najświętszej Marii Panny w Gdańsku. Pochowany został przy kościele w Radomnie.

## Ordery i odznaczenia
- Złoty Krzyż Zasługi (pośmiertnie, 13 stycznia 1939)[1]